# Swizz Beatz
Kasseem Dean (* 3. srpna 1978), známější pod svým uměleckým jménem Swizz Beatz, je americký hudební producent, DJ a rapper.

## Životopis
Dean se narodil v části Bronxu v New Yorku. Produkci začal dělat ve svých 16 letech. Ve 20 letech prodal beat rapperovi DMXovi, z kterého vznikl track „Ruff Ryders Anthem“, jenž se stal okamžitě hitem.[zdroj⁠?!] Začal spolupracovat s labely Ruff Ryders, Roc-A-Fella Records, Elektra Records, Epic Records, Def Jam Recordings a Bad Boy Entertainment.
V roce 2002 vydal Swizz své debutové album nazvané Presents G.H.E.T.T.O. Stories, z kterého vyšly 2 singly „Guilty“ a „Bigger Business“.
Swizz Beatz má hudební vydavatelství Full Surface Records, s jeho vznikem mu pomáhal rapper Cassidy.
V současné době pracuje Swizz Beatz na albech interpretů: Cassidy, Jay-Z, 2 Much, 50 Cent, Drag-On, Papoose, Busta Rhymes, Ruff Ryders, Whitney Houston, Eve, T.I., Lil Wayne, Bow Wow, Bone Thugs-n-Harmony, Lil Jon a Ludacris. Dále pomáhá svému blízkému příteli DMXovi s jeho dvěma alby Walk with Me a You'll Fly with Me Later. Bylo také potvrzeno, že bude pracovat s Jennifer Lopez.
21. srpna 2007 vydal Swizz album s názvem One Man Band Man, kterého se v prvním týdnu prodalo 45 000 kusů. Z alba vyšly 2 singly „It's Me Bitches“ a „Money in the Bank“.
V roce 2009 produkoval Swizz Beatz mnoho populárních singlů např. „Nasty Girl“ od Ludacris feat. Plies, „Who's Real“ od Jadakiss feat. OJ da Juiceman, „Million Bucks“ od Maino, „Million Dollar Bill“ od Whitney Houston, „I Can Transform Ya“ od Chris Brown feat. Lil Wayne a „On to the Next One“ od Jay-Z.

## Osobní život
Dean byl ženatý s R&B zpěvačkou Mashondou, se kterou se rozvedl v roce 2009. V tomtéž roce oznámil, že se zasnoubili s Aliciou Keys.

## Ocenění
Urban Music Awards
- 2009
  - Nejlepší producent

## Diskografie
- 2002: G.H.E.T.T.O. Stories
- 2007: One Man Band Man
- 2010: Life After the Party